# Артуро Ітурральде
Артуро Андрес Ітурральде (ісп. Arturo Andrés Ithurralde, нар. 6 березня 1934, Буенос-Айрес — пом. 7 червня 2017) — аргентинський футбольний арбітр. Арбітр ФІФА з 1970 до 1984 року.

## Кар'єра
Працював на таких турнірах:
- Кубок Америки 1975 (2 гри)
- Молодіжний чемпіонат світу 1977 (1 матч)
- Молодіжний чемпіонат світу 1979 (1 матч)
- Чемпіонат світу 1982 (1 матч)
- Фінал Кубка Лібертадорес 1982
- Кубок Америки 1983 (1 матч)